# 15 minut
15 minut je americký akční thriller z roku 2001, kde hrají Robert De Niro, Edward Burns nebo český herec Karel Roden. Roden zde dostal od režiséra Herzfelda prostor a má zde několik česky mluvených scén.

## Děj
Film začíná tím, že Emil Slovak a Oleg Razgul přijíždějí do Ameriky. Vracejí se, aby si vyzvedli svůj podíl z dávné loupeže. Jenže brzy zjistí, že peníze jsou dávno pryč. Rozhodnou se pomstít a jejich bývalý partner, po kterém žádají peníze, za to zaplatí životem. Emil smrtelně pobodá i jeho ženu. Oleg vše natáčí na novou kradenou kameru. Svědkem scény je sousedka, která stihne utéct. Emil celý dům vypálí, aby zločin skryl.
Vyšetřovatel žhářství Jordy Warsaw je ihned volán k případu. Na místo se dostává i známý detektiv Eddie Flemming. Je zaskočen brutalitou zločinu a způsobem, jakým byl zamaskován. Spojí se s kolegou ze žhářství a společně se vydávají po stopě zločinců. V první řadě potřebují najít svědkyni, která vraždu viděla. Jenže ji nehledají jen oni, ale i oba vrazi, které napadne, že by mohli materiál, který natočili, prodat do televize. Flemming sice dívku dostihne, ale tu už sledují zabijáci a najdou si také detektiva. Přijdou si pro něho domů a vyhrožují mu, že ho zabijí a výslednou nahrávku z vraždy prodají televizi.
Ukáže se, jaký je Emil psychopat, protože Flemminga opravdu zavraždí. Nahrávku prodá za milion dolarů Robertu Hawkinsonovi z Top Story. Warsaw a celá policie se rozčilují, že Hawkinson chce nahrávku zveřejnit.
Když je nahrávka vysílána, jsou Emil a Oleg v Planet Hollywood, jenže diváci v nich poznají vrahy a vypukne panika. Přijíždí Warsaw, Emila zatkne, zatímco Oleg uniká. Místo aby Warsaw vzal vraha na policejní stanici, zaveze ho do opuštěného skladiště, aby ho zabil. Policie však přijede včas a Emila odveze.
Emilovi všechno vychází podle plánu, je teď slavný a k tomu označený jako nepříčetný. Jeho právník přijímá práci za 30 % honoráře z výdělku Emilova příběhu.
Oleg na Emilův úspěch žárlí. Ví, že Emil nepříčetnost jen předstírá. Současně drží v rukou trumf: nahrávku, jak Emil vysvětluje Flemingovi pohnutky svých zločinů. Vyhledá Hawkinsona a video mu předá. Když Hawkinson Emilovi oznámí, že o jeho předstírání ví, Emil srazí policistu, střelí Olega a vezme si jako rukojmí Flemmingovu snoubenku. Policie ho však obklíčí a Warshaw ho tuctem ran střelí do hrudníku.
Jeden z policistů zjistí, že Oleg stále žije, a tak se policie vydá za ním. Tam však právě doznívá pár posledních slov ze snímku, který Oleg natočil, než se zabil.

## Obsazení
| Robert De Niro     | Eddie Flemming          |
| Edward Burns       | Jordy Warsaw            |
| Kelsey Grammer     | Robert Hawkins          |
| Avery Brooks       | Leon Jackson            |
| Melina Kanakaredes | Nicolette Karas         |
| Karel Roden        | Emil Slovák             |
| Oleg Taktarov      | Oleg Razgul             |
| Vera Farmiga       | Daphne Handlová         |
| John DiResta       | Bobby Korfin            |
| James Handy        | kapitán Duffy           |
| Darius McCrary     | Tommy Cullen            |
| Bruce Cutler       | sám sebe                |
| Charlize Theronová | Rose Hearn              |
| Kim Catrall        | Cassandra               |
| David Alan Grier   | lupič                   |
| Vladimir Mashkov   | Milos Karlov            |
| Irina Gasanova     | Tamina Karlova          |
| Anton Yelchin      | chlapec v hořící budově |
| Gabriel Casseus    | Unique                  |